# Papa Alexandre II
O Papa Alexandre II (Anselmo da Baggio) (Milão, 1015 — Roma, 21 de abril de 1073) foi o 156º Papa, eleito em 30 de setembro de 1061. Pontificou por 11 anos até sua morte. Foi um papa reformista que apoiou a libertação das terras cristãs do domínio sarraceno e o duque Guilherme da Normandia contra Haroldo II de Inglaterra na Batalha de Hastings em 1066. A corte alemã não foi consultada sobre sua eleição e, com o apoio da aristocracia romana nomeou em uma assembleia realizada em Basileia o antipapa Honório II. Este derrotou as forças armadas de Alexandre em abril de 1062 e instalou-se em Roma. Com a chegada das forças do Duque de Lorena os dois pretendentes ao trono papal foram obrigados a retirar-se para suas dioceses originais, onde aguardariam o veredicto. 
Após o veredito ser dado a favor de Alexandre, em maio de 1063, Honório II excomunga o Papa. Em 1070 Alexandre II ataca os bispos germânicos, por suspeitar de simonia, obrigando o Bispo de Constança a renunciar. Em 1071, Henrique impõe seu candidato como Bispo de Milão, contrariando Alexandre, que apoiava outro candidato e obrigando o Papa a excomungar cinco de seus conselheiros por simonia.
Alexandre II morreu em 21 de abril de 1073.